# Guiscriff

Guiscriff este o comună în departamentul Morbihan, Franța. În 1 ianuarie 2022 avea o populație de 2.053 de locuitori.